# راه نقره

مسیر راه نقره

راه نقره (اسپانیایی: Vía de la Plata‎؛ خوانده می‌شود: بیا دِ لا پلاتا) یا مسیر نقره (اسپانیایی: Ruta de la Plata‎) یک مسیر باستانی تجاری و زیارتی است که از شمال به جنوب، از غرب اسپانیا عبور می‌کند و مریدا را به آستورگا متصل می‌کند. فرم توسعه‌یافته آن از سویا در جنوب آغاز می‌شود و تا خلیج بیسکای در خیخون امتداد می‌یابد. این مسیر توسط آزادراه‌های مدرن A-66 و AP-66، و همچنین جاده ملی قدیمی N-630 استفاده می‌شود.